# 瑞保
瑞保（緬甸語： [ʃwèbò mjo̰]），中国古籍称其为木梳或木疏,缅甸北部实皆省城市，位于曼德勒西北113公里。1752年至1760年，该城市曾作为贡榜王朝的首都。